# فرودگاه شهری هیل سیتی
فرودگاه شهری هیل سیتی (به انگلیسی: Hill City Municipal Airport) یک فرودگاه همگانی بهره‌برداری هوایی با کد یاتا HLC است که یک باند فرود بتن دارد و طول باند آن ۱۵۲۴ متر است. این فرودگاه در کشور ایالات متحده آمریکا قرار دارد و در ارتفاع ۶۸۲ متری از سطح دریا واقع شده‌است.